# Ballomarius kivuensis
Ballomarius kivuensis är en insektsart som beskrevs av Synave 1959. Ballomarius kivuensis ingår i släktet Ballomarius och familjen vedstritar. Inga underarter finns listade i Catalogue of Life.